# 美丽风毛菊
美丽风毛菊（学名：Saussurea pulchra）为菊科风毛菊属的植物，为中国的特有植物。分布在中国大陆的青海、甘肃等地，生长于海拔1,920米至2,800米的地区，多生于砂质河谷，目前尚未由人工引种栽培。